# Grand Hotel et des Iles Borromées
O Grand Hotel et des Iles Borromées é um histórico hotel de luxo localizado nas margens do lago Maior em Stresa na Itália.

## História
O hotel foi estabelecido pelos irmãos Omarini nos anos seguintes à unificação da Itália. Em 1860, eles compraram alguns terrenos às margens do lago Maior de frente para a Isola Bella e, em seguida, construíram seu hotel entre 1861 e 1863. As obras de construção foram concluídas com a inauguração do hotel em 21 de março de 1863.
Após a abertura do Túnel do Simplon em 1906, o número de visitantes aumentou consideravelmente. Assim, o hotel foi ampliado: em 1908, a varanda foi expandida, enquanto três andares foram adicionados ao prédio original entre 1911 e 1912.
Após ficar em Stresa em 1918, o escritor americano Ernest Hemingway ambientou parte do romance de 1929 Adeus às Armas no hotel.

## Galeria

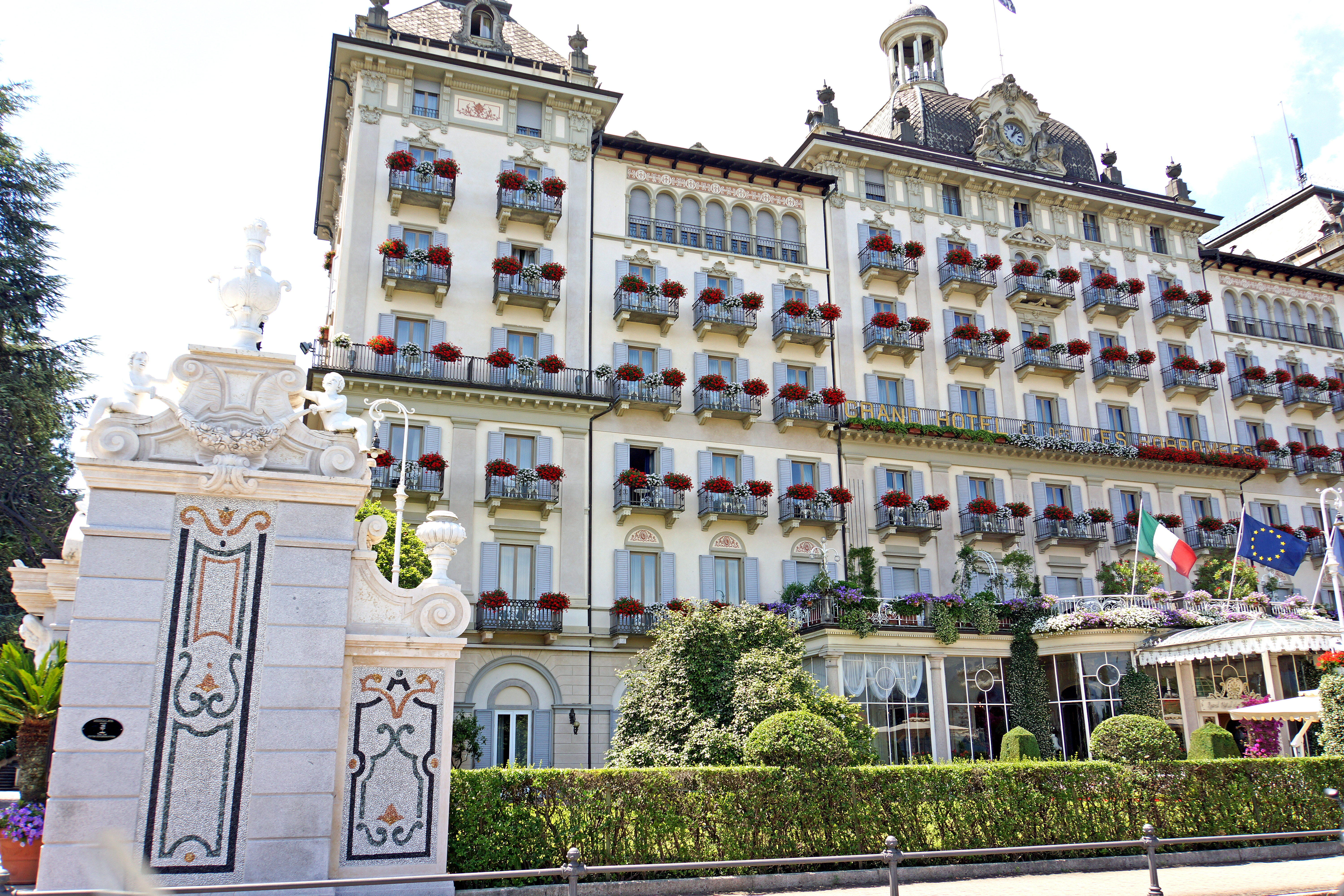
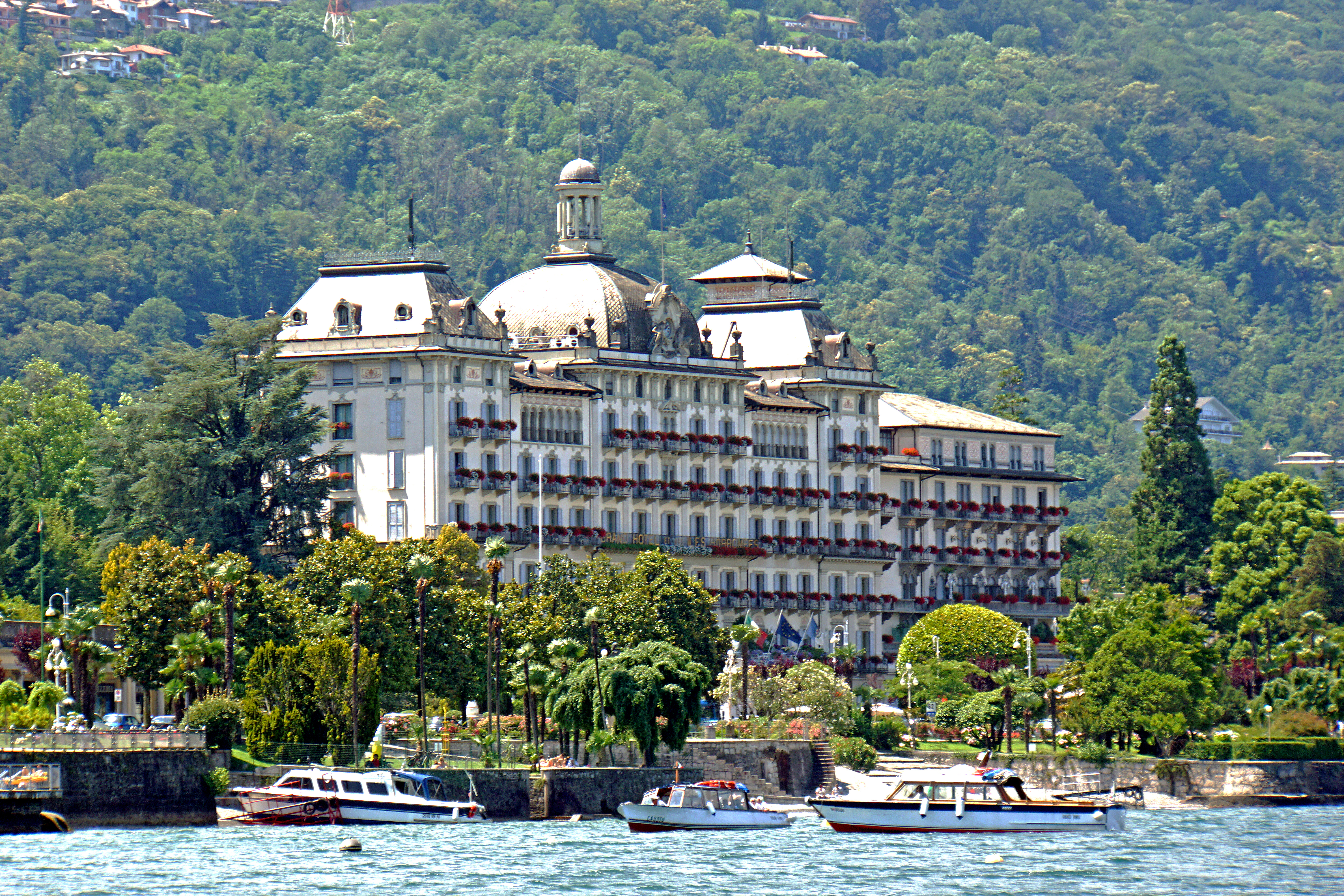
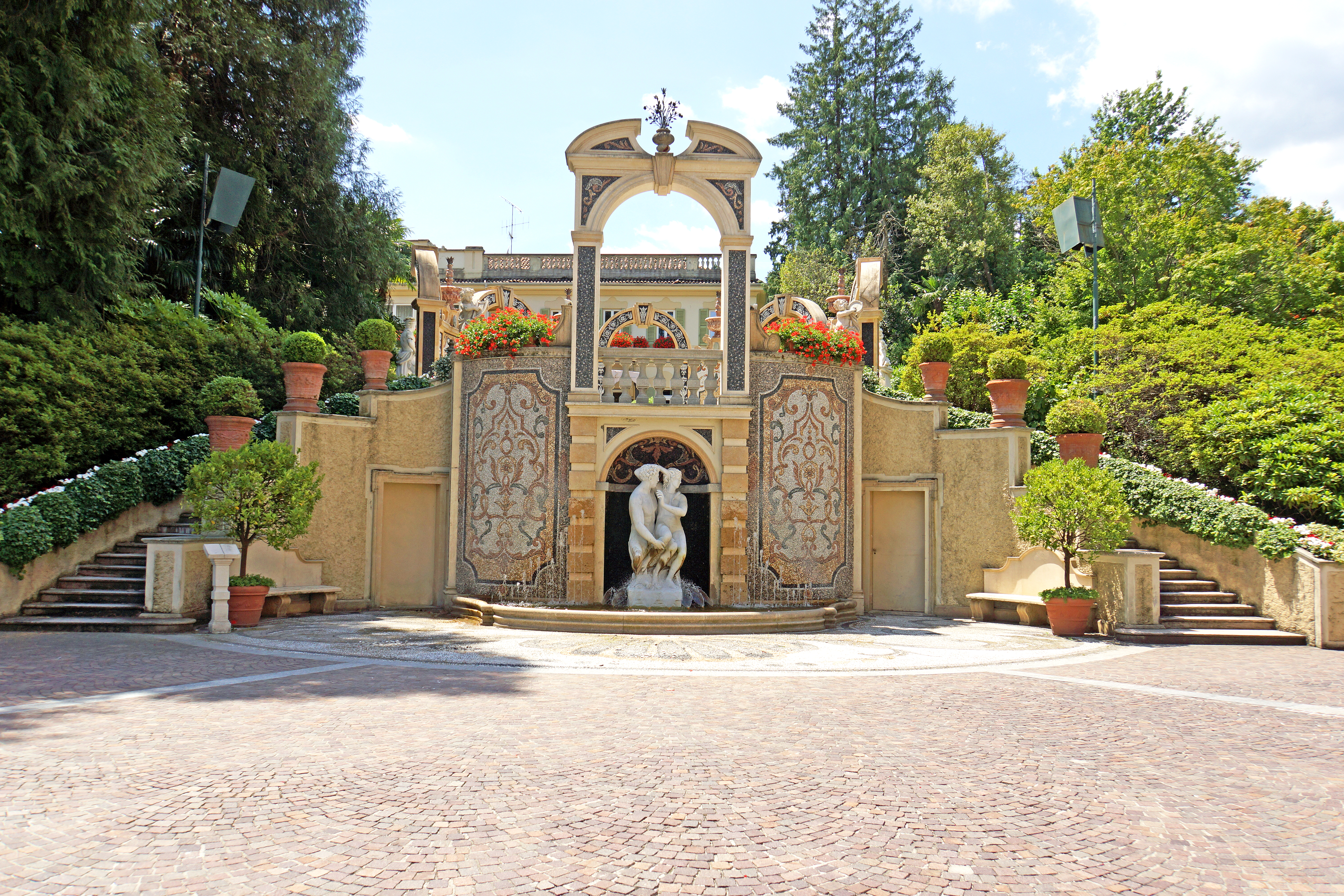